# 何亞祿
何亞祿（Ho Ah Loke，1901年—1982年9月16日），新馬電影製作人。早年在南洋開辦多間電影院。1951年何亞祿成立克里斯製片廠。1953年何亞祿與陸運濤合作，電影公司成為國泰克里斯製片廠。何亞祿在國泰克里斯監製約40部馬來語電影，其中《吸血人妖》更創下賣座紀錄。
1959年何亞祿打算離開國泰克里斯，何亞祿身兼監製和導演與印尼電影公司合作拍攝《苦盡甘來》。1960年何亞祿投資開拍港產電影《黑吃黑》。1961年邵氏公司、何亞祿及馬來亞商人在吉隆坡合資開設默迪卡製片廠。